# Alamy
Alamy ist ein britischer Stockfotografie-Anbieter. Er gehört seit 2020 zu dem britischen Nachrichten- und Informationsunternehmen PA Media Group. Alamys Bibliothek besteht aus über 200 Millionen Fotos, Vektorgrafiken, Videos und 360-Grad-Panoramabildern. Gespeist wird die Datenbank aus den Werken von Fotografen, Bildagenturen und Archiven. Die weltweiten Teilnehmer laden bis zu 100.000 neue Bilder am Tag auf die Unternehmensplatform. Diese Bilder können einerseits lizenzfrei sein, jedoch befinden sich außerdem lizenzpflichtige Dateien auf der Plattform.

## Überblick
Die 1999 gegründete Bild- und Filmbibliothek bietet eine Online-Sammlung von künstlerischem und redaktionellem Bildmaterial in einem Netzwerks von über 100.000 Fotografen und 650 Bildagenturen und -archiven aus 150 Ländern. Seine Kunden sind weltweit verteilt, umspannen die Welt und stammen aus den Branchen Verlagswesen, Design, Werbung und Massenmedien.
Der Hauptsitz liegt in Großbritannien und befindet sich mit der Verwaltung in Milton Park, nahe von Abingdon, Oxfordshire. Ein Entwicklungs- und Betriebszentrum gibt es im „Techno Park in Trivandrum“ (Kerala/Indien). Das Verkaufsbüro hat seinen Sitz in Brooklyn (New York/USA).
Alamy unterhält ein Online-Archiv von weit über 200 Millionen Fotografien, Vektorgrafiken, 360-Grad-Panoramabilder und hunderttausende Videos, die von Bildagenturen, unabhängigen Fotografen, sowohl Profis wie auch Amateuren, zudem von Newsarchiven, Museen und nationalen Sammlungen beigetragen wurden. Es werden auch von Wikimedia Commons kopierte Dateien mit „public domain“-Inhalt aufgenommen, mit Wasserzeichen versehen und verkauft. 
Die Kunden dieses Online-Dienstes kommen aus dem Bild- und Verlagsbereich, der Werbeindustrie wie auch der allgemeinen Öffentlichkeit.

## Geschichte
Gegründet wurde Alamy von James West (geb. 1948) und Mike Fischer (geb. 1963) im Jahr 1999. West war Absolvent der Edinburgh University und leitender Präsident (CEO) von „Alamy“. Mike Fischer ist Vorstandsvorsitzender (CEO) und war Mitbegründer der „RM plc“ in der London Stock Exchange.
Alamy gewann 2002 bei den Electronic Multimedia Awards einen Qualitätspreis für Technik. Der Zweck dieser Auszeichnung ist die Förderung der Weiterentwicklung in Digitalen Medien. Die Auszeichnung erfolgte für die Einführung eines Softwaretools mit hoher Grafikauflösung und den Rund um die Uhr-Einsatz zur Kundennutzung. Diese technische Neuerung für virtuelle CDs besaß eine Ergänzung für lizenzfreie Bild-CDs.
Das Unternehmen führte 2003 ein internationales Verteilernetzwerk ein. Begründet durch die folgende Verbesserung des Verkaufs stiegen die Tantiemenzahlungen für die Teilnehmer im Jahr 2006. Seit 2002 hatte Alamy über 100 Millionen Dollar an seine Bildgeber ausgezahlt.
Im März 2004 waren auf der Plattform bereits eine Million Bilder verfügbar und im Oktober 2007 waren zehn Millionen Bilder online erreichbar.
Eine App für iPad zur Vorschauanzeige der Bilder erstellte Alamy 2010.
Alamy brachte 2011 eine Liveübertragung auf den Markt und startete 2012 deren Erweiterung zur Livesendung von Bildern an Mobiltelefone.
Im gleichen Jahr 2011 bestand die Kollektion aus 25 Millionen Bildern und die Firma erweiterte den internationalen Verkauf mit Teams in Deutschland, Österreich und Nahost.
Der „Alamy iQ“ für Videos mit besonderer schöpferischer Höhe wurde 2012 eingeführt.
Als neuen CEO benannte Alamy 2017 Andy Harding, im folgenden Jahr 2018 nahm James West seine Position als CEO wieder ein.
Im Dezember 2018 kündigte Alamy an, ihren Provisionsanteil von 50 % des Verkaufswertes auf 60 % zu erhöhen und die Zahlungen an Anbieter auf 40 % des vom Kunden geforderten Betrags zu senken. Diese Ankündigung wurde wenige Wochen später auf die frühere Provision von 50 % für jenes Material gesetzt, das ausschließlich bei Alamy verfügbar ist.
Im Februar 2020 wurde Alamy vom britischen Nachrichten- und Informationsunternehmen PA Media Group übernommen. Der Mitbegründer James West begleitet das Bildarchiv weiter als Berater und Beiratsmitglied. Clive Marshall, CEO der PA Media Group, nannte als Grund der Kauf-Entscheidung, dass der Kundenstamm deutlich erweitert wird und die PA Media Group erstmals eine starke Präsenz auf dem internationalen Markt erreicht.

## Kritik
- Am 16. Februar 2015 informierte Alamy seine Mitglieder über Änderungen im Contributor-Vertrag. Diese führten bei Gremien der Fotobranche, der Nationalen Journalisten-Union[11] und der Union der Verlagsfotographen (Editorial Photographers UK – EPUK[12]) zu Widerspruch und wurden verurteilt. Sie meinten, dass Alamy versuchte einen unbefristeten und unwiderruflichen Vertrag für Bilder zu etablieren, um deren Verkauf fortzusetzen, auch wenn der Vertrag mit dem Fotografen beendet wird. Die Provision würde auf lange Zeit das Copyright umfangreich und unangemessen benachteiligen. Alamy erwiderte, dass die Änderung nur der Arbeitsweise des Unternehmens entspricht und keine wesentliche Umstellung darstellen würde. Diese Antwort wurde beispielsweise vom Dokumentarfotografen und Alamy-Teilnehmer David Hoffman als irreführend and ausweichend bezeichnet.[13]
- Carol M. Highsmith verklagte Alamy im Juli 2016 wegen des Verkaufs von Fotografien ohne Quellen-Angaben. Sie hatte ihre Bilder der Forschungsbibliothek des Kongresses der Vereinigten Staaten übergeben und zur freien Nutzung gespendet.[14][15][16] Sie verlangte eine Vergleichsgebühr von 120 Dollar für die eingeklagte Rechtsverletzung ihrer Interessen. Dabei unterlag nicht die in Frage stehende Fotografie der Rechtsverletzung, sondern die Autorschaft von Highsmith an der Originalarbeit wurden verletzt. Die Forderung der Klägerin wurde allerdings abgewiesen, da sie ihr Copyright durch die Abgabe an die public domain aufgegeben hatte.

Die Inhaber der Urheberrechte sind oftmals nicht erkennbar; somit ist oft auch unklar, ob Alamy rechtmäßig die Fotos weitervertreibt und ob Alamy über die Rechte verfügt Gebühren für das jeweilige Bild zu erheben. Für Nutzer besteht so die Gefahr, gegebenenfalls von den eigentlichen Eigentümern der Urheberrechte aufgrund einer Urheberrechtsverletzung verklagt zu werden oder Gebühren für Bilder zu zahlen, für die keine Copyright-Ansprüche bestehen.